# Crematogaster arata
Crematogaster arata är en myrart som beskrevs av Carlo Emery 1906. Crematogaster arata ingår i släktet Crematogaster och familjen myror. Inga underarter finns listade i Catalogue of Life.

## Bildgalleri

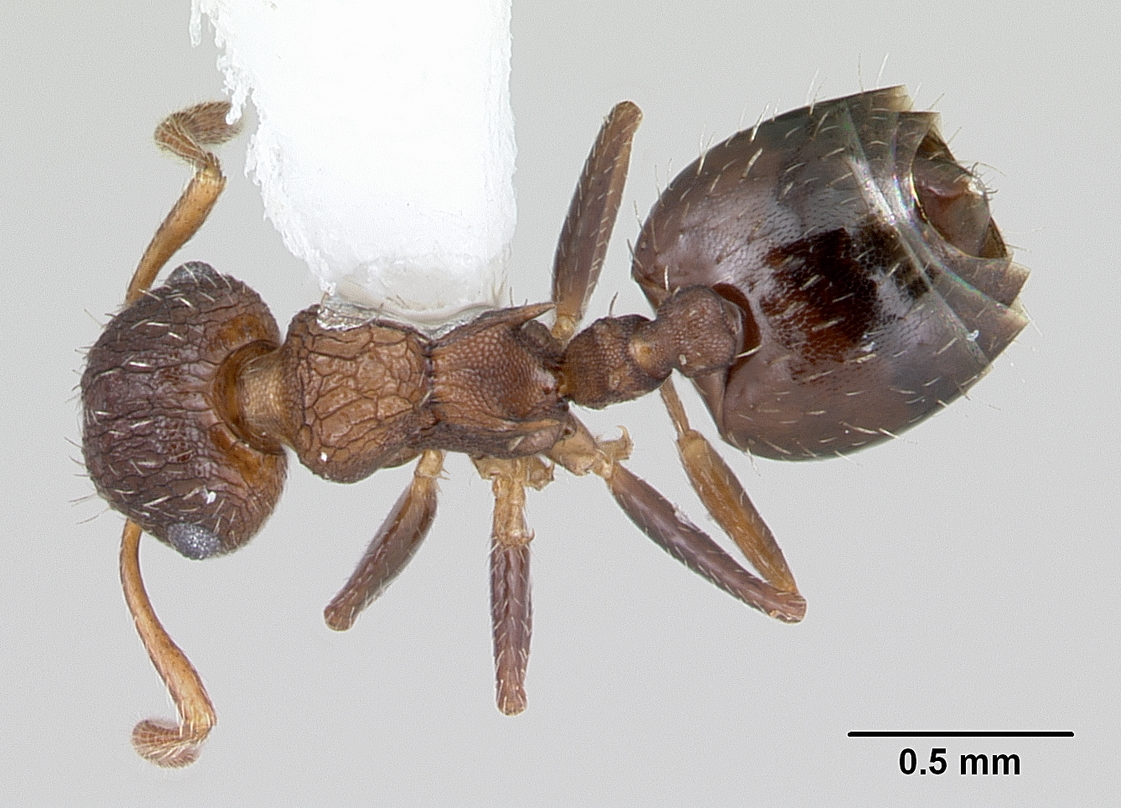
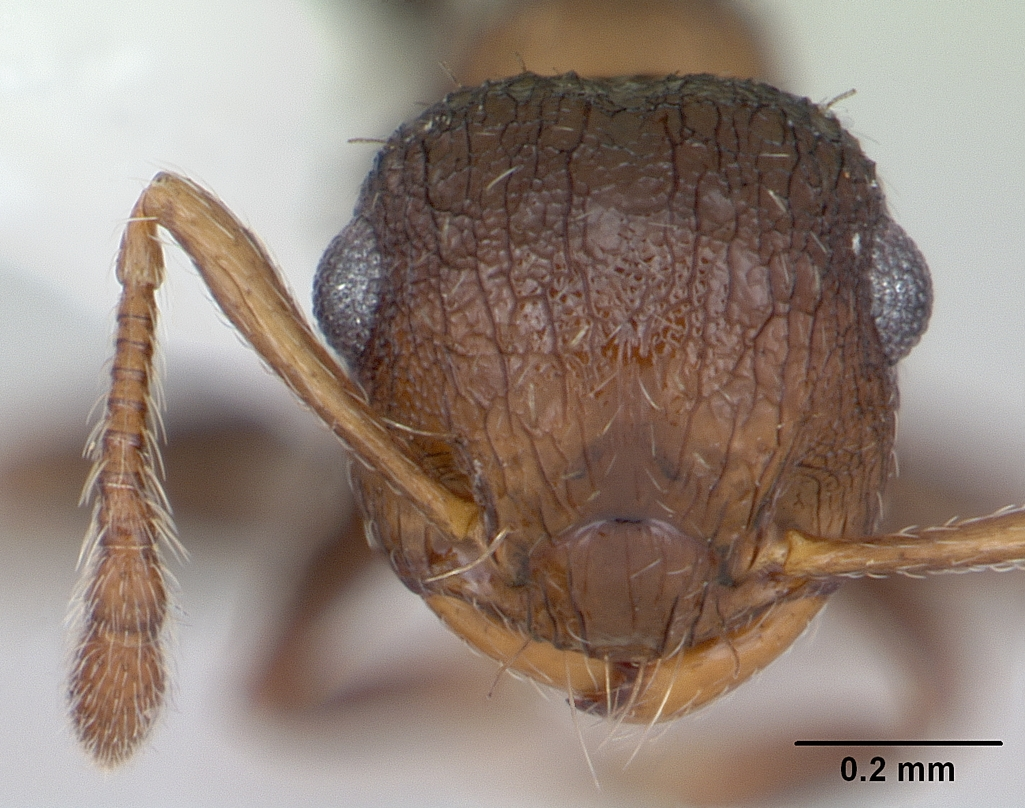
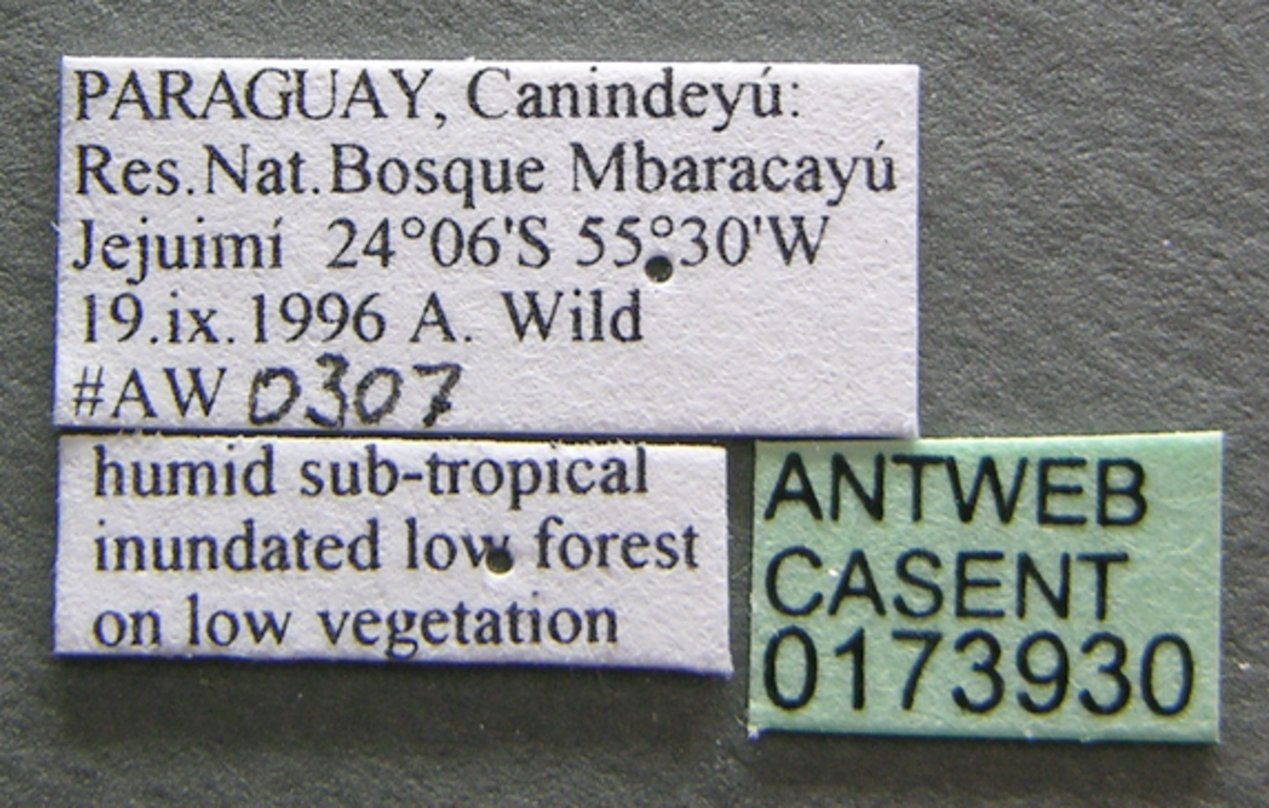
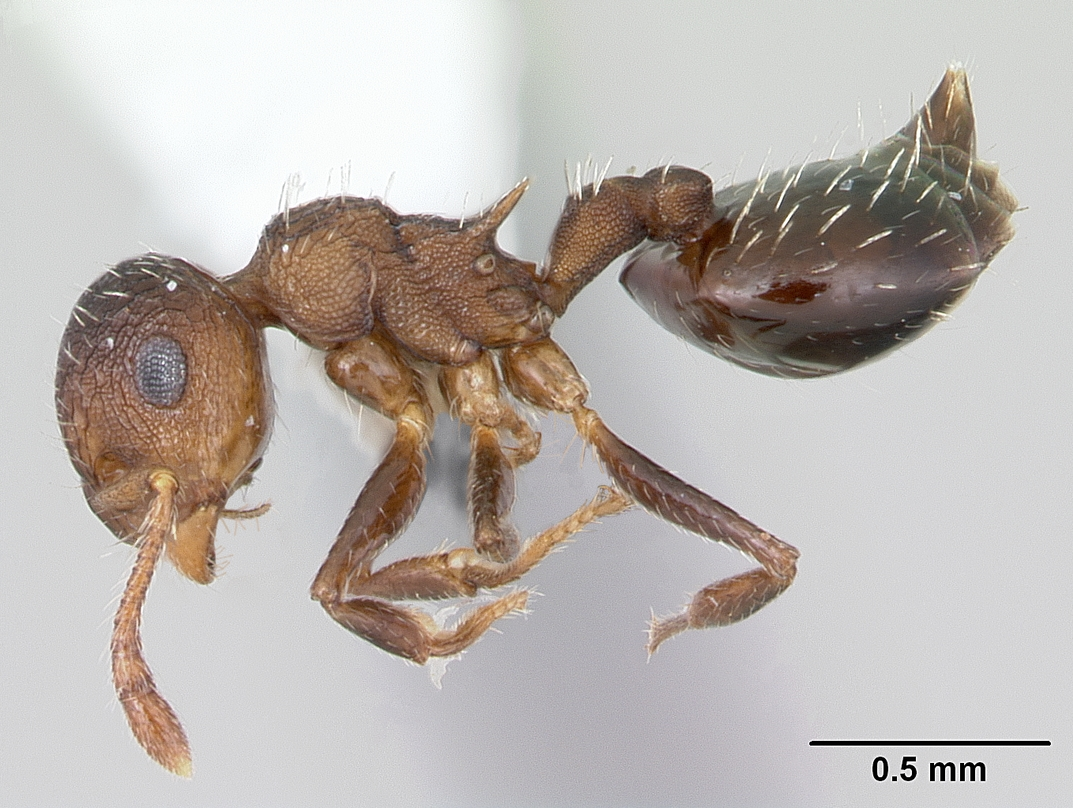